# Nesciomyia
Nesciomyia is een ondergeslacht van het geslacht van insecten Dicranomyia binnen de familie steltmuggen (Limoniidae).

## Soort
- D. (Nesciomyia) durroon (Theischinger, 1994)